# Sigong
Sigong is een bestuurslaag in het regentschap Cirebon van de provincie West-Java, Indonesië. Sigong telt 5762 inwoners (volkstelling 2010).